# Garz (Usedom)
 Der er flere lokaliteter med dette navn, se Garz (Rügen).
Garz er en by og kommune i det nordøstlige Tyskland, beliggende i Amt Usedom-Süd i den nordøstlige del af Landkreis Vorpommern-Greifswald i delstaten Mecklenburg-Vorpommern. Kommunen strækker sig fra norddbredden af Stettiner Haff til den mod øst liggende grænse til Polen. Ved Haff grænser Garz mod øst til kommunen Kamminke og mod vest til Zirchow. Mod nord ligger kommunen Korswandt, og cirka seks kilometer mod nord ligger Seebad Heringsdorf. Den østlige del af arealet til Flughafen Heringsdorf er beliggende på kommunens område.
Gennem den nordlige del af kommunen, der ligger i Naturpark Insel Usedom, går Bundesstraße
B 110. Mod nordøst findes den sandede Zerninsee og bakken Golm, der med 69 meter er det højeste punkt på øen Usedom.

## Eksterne kilder og henvisninger
- Wikimedia Commons har flere filer relateret til Garz (Usedom)

- Kommunens side  på amtets websted
- Befolkningsstatistik mm Arkiveret 14. september 2017 hos  Wayback Machine